# Семёнов, Андрей Альфредович
Андрей Альфредович Семёнов (22 мая 1957, Иркутск, СССР) — советский и российский футболист, вратарь.

## Карьера
В команде мастеров дебютировал в августе 1974 года: в составе иркутского «Авиатора» в матче второй лиги против омского «Иртыша» сыграл на «ноль». За 17 сезонов в команде, в 1976 году переименованной в «Звезду», провёл 340 матчей во второй лиге. В 1991 году перешёл в «Океан» Находка — 36 игр, 24 пропущенных мяча. Сезон-1992 начал в команде первой лиги Селенга «Улан-Удэ», летом вернулся в «Океан», провёл за команду в высшей лиге три матча, пропустил восемь мячей. 14 ноября в матче 1/8 Кубка России против «Уралмаша» вышел на замену после перерыва при счёте 0:3 и пропустил ещё 5 мячей за 23 минуты. Завершил карьеру в «Звезде», за которую в 1993—1994 годах в первой лиге провёл 49 игр, пропустил 61 мяч.
В декабре 2007 года получил тренерскую лицензию категории «D». Тренер в иркутских ДЮСШ «Звезда» (один из воспитанников — сын Роман), «Рекорд».